# Mać Pariadka
Mać Pariadka – polski magazyn anarchistyczny ukazujący się w latach 1990-2005 (z przerwami). Jedno z najdłużej wydawanych pism niezależnych po 1989, przez długi czas wydawane jako miesięcznik.

## Opis
Czasopismo było związane personalnie z trójmiejskim i słupskim środowiskiem Federacji Anarchistycznej, jego tytuł nawiązywał do hasła anarchistów rosyjskich: „Anarchija – Mat' Poriadka” (ros. Aнархия мать порядка - Anarchia matką ładu), z winietą pisaną cyrylicą i ze świadomym błędem ortograficznym („pariadka” zamiast „poriadka”).
Pismo poruszało tematy związane z anarchizmem, wolnością jednostki i społeczeństwa, ostro krytykowało nadmierne jej ograniczanie normami i przepisami. Na łamach MP prezentowano niemal pełne spektrum myśli wolnościowej. Przez długi czas wewnątrz pisma istniały autonomiczne dodatki, jak „Żółte Papiery” (punk-zine) czy „Zielone Liście” (biuletyn ekologiczny). W późniejszym okresie istnienia pismo miało charakter nie tylko stricte anarchistyczny, ale również „kontrkulturowy”, prezentujący tendencje (także artystyczne) kontestujące nurt kultury masowej oraz wysokiej i elitarnej.
W 2005 roku ukazał się ostatni – 90. numer pisma, wcześniej było ono kilkukrotnie reaktywowane.
W 1995 redakcja pisma wydała kasetę „Mać Pariadka Cabaret”, zawierającą piosenki z wierszami czeskich anarchistów.

### Redakcja
W trakcie wydawania pisma, na łamach „Mać Pariadki” publikowali:

- Stefan Adamski
- Krzysztof Galiński
- Rafał Górski
- Wojciech Jankowski
- Paweł Jasiński
- Antoni Kozłowski
- Marek Kurzyniec
- Mateusz Kwaterko
- Dariusz Misiuna (Okultura)
- Mariusz Muskat
- Remigiusz Okraska
- Michał Przyborowski
- Piotr Rachwalski
- Piotr Rymarczyk
- Jacek Sierpiński
- Krzysztof Skiba
- Paweł Sulik
- Jarosław Tomasiewicz
- Jacek Uglik
- Jarosław Urbański
- Janusz Waluszko
- Mariusz Wielebski

Ostatni znany skład redakcji to: Michał Blaut, Marek Piekarski, Tomasz Praszkier, Łukasz Dąbrowiecki, Rafał Górski, Michał Przyborowski, Agnieszka M. Wasieczko, Sebastian Sturgulewski, Sara Podwysocka.